# José María Silva
José María Silva (San Miguel, El Salvador, 1804-1876) fue un político y abogado salvadoreño. En dos ocasiones desempeñó en forma provisional, el cargo de Jefe Supremo del Estado de El Salvador, (1834-1835, 1840) cuando el país formaba parte de la Federación Centroamericana.

## Biografía
Nació en 1804, en el seno de una familia terrateniente. Desde joven se involucró en la actividad política. En 1827, recibió su título en Derecho en la Universidad de San Carlos de Guatemala. En 1828 fue elegido diputado por el departamento de San Miguel, a la Legislatura del Estado de El Salvador. Como legislador, simpatizó con el partido liberal. En 1829 conoció al general Francisco Morazán, de quién fue cercano colaborador. Fue elegido nuevamente diputado al Congreso del Estado en 1834. Ese mismo año, fue designado como Vicejefe de Estado.
Habiendo renunciado el jefe de Estado electo, Dionisio Herrera, asumió el vicejefe Silva, el poder ejecutivo, el 14 de octubre de 1834, ocupando la primera magistratura hasta el 2 de marzo de 1835. Después de ser electo por la Asamblea Ordinaria, Silva volvió a desempeñar Mando Supremo, en calidad de vicejefe de Estado, del 16 de febrero al 5 de abril de 1840, y posteriormente delegó el mandato al Concejo Municipal de San Salvador.
En abril de 1840, el general Morazán, cercado por los conservadores, decide abandonar el territorio salvadoreño. Entre los que lo acompañaron en el exilio, estaba don José María Silva. Morazán murió en Costa Rica en 1842. Silva regresó a su país, ese mismo año, estableciéndose en su ciudad natal. En 1851, asistió como delegado de El Salvador a la Convención Nacional, que se reunió en Chinandega, con la intención de restaurar la unión de los países del Istmo centroamericano. 
En el marzo de 1854 fue nombrado asesor para el círculo senatorial de El Sauce.
Entre 1853 y 1862 fue varias veces elegido como Senador por el departamento de San Miguel. El presidente Gerardo Barrios nombró a Silva miembro de las comisiones de juristas que elaboraron el Código Civil (promulgado en 1860, aún vigente), el Código Mercantil y el Código Penal. 
Silva renunció a su escaño en el Senado en 1862 y se retiró a la ciudad de San Miguel. Allí murió, el 16 de octubre de 1876. En 1872 había publicado una obra histórica y política: "Recuerdos al 15 de septiembre".